# William Cavendish-Bentinck (7. książę Portland)
William Arthur Henry Cavendish-Bentinck (ur. 16 marca 1893, zm. 1977) – brytyjski arystokrata, syn Williama Cavendish-Bentincka, 6. księcia Portland i Winifred Dallas-Yorke, córki Thomasa Dallas-Yorke'a.
12 sierpnia 1915 r. poślubił Ivy Gordon-Lennox (1887-1982), córkę lorda Algernona Gordon-Lennoxa (młodszego syna 6. księcia Richmond) i Blanche Maynard, córki pułkownika Charlesa Maynarda. William i Ivy mieli razem dwie córki:
- Alexandra Margaret Anne Cavendish-Bentinck (ur. 1916)
- Victoria Margaret Cavendish-Bentinck (1918-1955), żona Gaetano Parente, księcia de Castel Viscardo, miała dzieci

W 1922 r. zasiadł w Izbie Gmin z ramienia Partii Konserwatywnej jako reprezentant okręgu Newark. Zasiadał tam do 1943 r., kiedy to po śmierci swojego ojca odziedziczył tytuł księcia Portland i zasiadł w Izbie Lordów. W latach 1939–1962 był Lordem Namiestnikiem Nottinghamshire, zaś w latach 1954–1971 był kanclerzem Uniwersytetu w Nottingham.
Książę zmarł w 1977 r. jego posiadłości ziemskie przypadły jego najstarszej córce. Lady Alexandra jest niezamężna i po jej śmierci włości przypadną jej siostrzeńcowi, Williamowi Parente. Tytuł księcia Portland odziedziczył odległy kuzyn Williama.